# Choi Jung-won
Choi Jung-won (en hangeul : 최정원), née le 2 août 1969 à Séoul (Corée du Sud), est une actrice et chanteuse sud-coréenne. Elle est principalement connue pour ses rôles dans des comédies musicales, comme les productions coréennes de Mamma Mia !, Chicago, Ghost et Kiss Me, Kate, pour lesquels elle remporte plusieurs prix.  

## Biographie et carrière
Choi Jung-won commence sa carrière artistique en tant que danseuse dans la troupe musicale du Lotte World, un parc d'attractions sud-coréen. Elle participe aux premières comédies musicales sud-coréennes, comme Guys and Dolls, dans les années 1990.  
Au début des années 2000, alors que le marché des comédies musicales est en expansion en Corée du Sud, Choi Jung-won joue dans les productions coréennes de Urinetown (en) et Piaf (en), et trouve difficilement des rôles, étant trop jeune pour les rôles de femmes mûres mais trop âgée pour les rôles de jeune femme. Elle interprète également le rôle de Roxie Hart, dans la première production coréenne de Chicago,.  
Elle rejoint en 2007 la production coréenne de Mamma Mia ! dans le rôle de Donna, la mère de Sophie et personnage principal de la comédie musicale, remplaçant Park Hae-mi (en) aux côtés de Jeon Soo-kyung et Lee Kyung-mi. En 2008, elle campe désormais le rôle de Velma Kelly, dans la production coréenne de Chicago, et délivre une performance saluée par la critique. Ces deux rôles la révèlent au grand public. Elle crée alors, avec son ami Nam Kyun-joo, l'une des premières comédies musicales sud-coréennes, non adaptée d'une œuvre américaine, Soridoduk.  
L'année suivante, elle campe l'un des rôles principaux de la pièce de théâtre Les Monologues du vagin, aux côtés des actrices Jeon Soo-kyung et Lee Kyung-mi, également héroïnes de la production coréenne de Mamma Mia !. Cette pièce de théâtre, à la base conçue pour être un monologue, est réadaptée par la production coréenne pour inclure trois personnages, permettant au trio d'actrices d'apporter du dialogue autour d'un sujet encore peu abordé en Corée du Sud. Des histoires personnelles des trois actrices sont d'ailleurs ajoutées aux dialogues, pour ajouter de l'authenticité.  

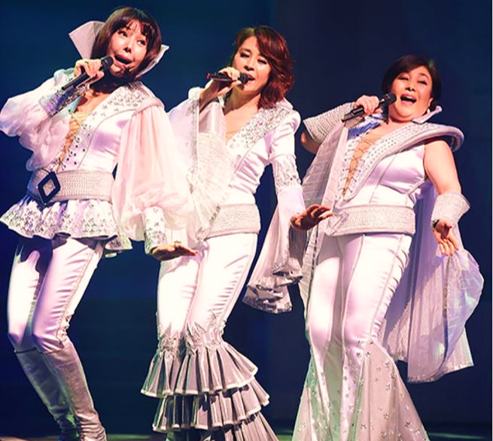
Choi Jung-won, entourée de Jeon Soo-kyung (à gauche) et Lee Kyung-mi (à droite), dans une production de Mamma Mia ! en 2016.

À partir de 2010, elle retrouve son rôle de Donna dans Mamma Mia !, toujours aux côtés de Jeon Soo-kyung et Lee Kyung-mi, rôle qu'elle reprend en 2012, en 2014, puis en 2016, cette fois avec d'autres actrices, comme Shin Young-sook, Kim Young-joo, Seohyun ou Hong Ji-min,,. Bien qu'ayant joué ce rôle depuis près de dix ans, Choi Jung-won, son âge se rapprochant de celui de Donna, se dit plus capable d'exprimer au mieux les sentiments de son personnage lors de cette production, d'autant plus que l'âge de sa fille se rapproche de celui de la fille de Donna. Elle joue avec une différente approche son personnage, ce qui a plu aux directeurs de casting lors des auditions de cette nouvelle production. Elle se réjouit par ailleurs de pouvoir incarner le rôle principal d'une comédie musicale mettant en scène des femmes plus âgée, encore assez peu représentée dans la société coréenne.   
En 2013, elle est à l'affiche de la première production asiatique de Ghost, où elle interprète le rôle de Oda Mae Brown, la fausse médium qui parvient à converser avec les morts. Saluée par les critiques, son interprétation consolide son statut d'actrice majeure de la scène musicale coréenne. Dès 2014, elle retrouve le rôle de Velma dans la production coréenne de Chicago, également aux côtés de Jeon Son-kyung, rôle qu'elle retrouve en 2018 et en 2021, jouant toujours le rôle de Velma Kelly 21 ans après la première, cette fois aux côtés de Kim Young-joo et Tiffany Young,.   
En 2017, elle fait son retour sur les planches de théâtre, à l'affiche de l'adaptation coréenne du Dieu du carnage, de Yasmina Reza. La même année, elle joue également dans la production coréenne de Billy Elliot, the Musical, en interprétant le rôle de la professeur de dance, en alternance avec son amie Kim Young-joo. En 2018, elle est à l'affiche de la première production non anglophone de la comédie musicale Matilda the Musical, dans le rôle de Miss Wormwood, la mère de Matilda.  
En 2019, elle est de nouveau à l'affiche de la production coréenne de Mamma Mia ! ,toujours dans le rôle de Donna, retrouvant des acteurs comme Shin Young-sook, Kim Young-joo ou Hong Ji-min. Elle déclare prendre toujours autant de plaisir à jouer ce rôle, félicitant l'alchimie du nouveau casting.   
En 2020, elle est à l'affiche dans la production coréenne de 42nd Street, où elle donne la réplique à Song Il-gook. Elle retrouve également Hong Ji-min et Jeon Soo-kyung pour un concert à Daegu, qui regroupe les trois plus grandes actrices de comédies musicales coréennes du moment. Ce spectacle, intitulé « Les trois divas », présente plusieurs chansons issues des comédies musicales dans lesquelles les trois actrices ont joué, comme Mamma Mia !, Chicago ou 42nd Street. En 2025, elle retrouve son rôle de Donna, de Mamma Mia !, pour la septième fois.
En plus de ses rôles au théâtre et dans les comédies musicales, Choi Jung-won joue dans plusieurs séries et films coréens comme Love Trigger, ou Love Never Fails, présenté au Festival international du film de Busan en 2014. Elle fait également plusieurs apparitions dans des émissions de télé-réalité, comme Super Moms, une émission sud coréenne sur des mères jonglant entre leur métier et l'éducation de leurs enfants. Elle apparait également en tant que juge, pour la version coréenne de la Nouvelle Star.

## Vie personnelle
Dans sa vie personnelle, Choi Jung-won est très amie avec Jeon Soo-kyung, Lee Kyung-mi et Hong Ji-min, avec qui elle a joué dans de nombreuses productions comme Mamma Mia ! ou Chicago.
Elle donne naissance à une petite fille en 1998, Choi Su-ah.

## Prix et récompenses
Lors de sa carrière, Choi Jung-won a remporté plusieurs prix pour ses différentes rôles dans des comédies musicales. Elle a notamment remporté le prix de meilleure actrice aux Korea Musical Awards (en) à deux reprises, en 2001 pour son rôle dans Chigaco, et en 2010 pour son interprétation de Lily Barnessy dans Kiss Me, Kate. Elle devient alors la troisième actrice sud-coréenne à remporter deux fois ce trophée, le plus prestigieux du domaine en Corée du Sud, derrière Jeon Soo-kyung, sa partenaire de Mamma Mia !, et Song Yong-tae.
En 2015, elle reçoit la médaille de l'ordre du mérite culturel sud-coréen (en), de la part du premier ministre, pour sa contribution au monde de la comédie musicale en Corée du Sud.
| Année | Récompense           | Catégorie                                                               | Statut  |
| ----- | -------------------- | ----------------------------------------------------------------------- | ------- |
| 1995  | Korea Musical Awards | Meilleur espoir féminin pour Save The Last Dance For Me (en)            | Lauréat |
| 1996  | Korea Musical Awards | Meilleure actrice dans un rôle secondaire pour Singin' in the Rain (en) | Lauréat |
| 2001  | Korea Musical Awards | Meilleure actrice pour Chicago                                          | Lauréat |
| 2010  | Korea Musical Awards | Meilleure actrice pour Kiss Me, Kate                                    | Lauréat |
| 2014  | Korea Musical Awards | Meilleure actrice dans un second rôle pour Ghost the Musical            | Lauréat |